# 栄寿稲荷神社
栄寿稲荷神社（えいじゅいなりじんじゃ）は、東京都千代田区神田小川町にある神社である。通称、五十稲荷神社（ごとおいなりじんじゃ）。

## 歴史

### 前史～江戸期
慶長年間に、伏見稲荷大社から分霊して祀られたのが発祥。安産利益があるとされ徳川家からも信仰されていたという。正徳年間、当地が戸田長戸守邸となり、屋敷神として祀られていた。足利において織物市が五と十の日に開かれていたことに由来して当地でも月次祭が行われた。同日においては一般に門戸開放して、多くの参詣者を招き入れていた。俗称、「五十の縁日」とよばれて繁盛した。

### 明治近代以降
1872年（明治5年）、公認の社に列せられた。関東大震災では全焼。昭和時代に入り、現在地に移転・再建。1945年（昭和20年）、戦災で社殿焼失、翌年再建された。

### 戦後
1946年（昭和21年）、仮社殿・社務所再建、復活祭執行。檜造玉垣建設ほか改装再整備された。五十講崇敬会を組織。1962年（昭和37年）には檜造の鳥居が建立。1979年（昭和54年）には鉄筋コンクリート造の鳥居が再建され、竣工祭執行。

## 祭事・年中行事
正徳の頃に戸田領足利にて織物市を五と十の付く日に開かれているのをならい、その日にの祭日、初午祭には門戸を開放していた。明治時代では、一年を通し五と十の付く日は縁日とし、「五十の縁日」と呼ばれ、大いに賑わった。

## 氏子地域
氏子地域のない崇敬神社となっている。

## 所在地・交通
東京都千代田区神田小川町3-9-1
- 神保町駅より徒歩5分、新御茶ノ水駅・淡路町駅・小川町駅より徒歩5分。